# Play (песня Юри Поотсманна)
«Play» (с англ. — «Играть») — песня, исполненная эстонским певцом Юрием Поотсманом, представлявший Эстонию на «Евровидении-2016» в Стокгольме. Песня была написана Фредом Кригером, Валло Кикасом и участником прошлого «Евровидения» Стигом Рястой.
Песня была выпущена в Эстонии и по всему миру 4 января 2016 года через лейбл Universal Music.

## Евровидение
5 ноября 2015 года Юри Поотсманн был объявлен одним из двадцати конкурсантов эстонского отбора «Eesti Laul» 2016. Певец выступал во втором полуфинала отбора, и прошёл в финал. В финале отбора, певец был удостоен самыми высокими баллами от жюри, что позволило ему пройти в суперфинал, где зрители отдали победу песне Поотсману. По результатам жеребьёвки на полуфиналы, которая прошла 25 января 2016 года в Стокгольмской ратуше (Швеция), Эстония попала во вторую половину первого полуфинала, который состоится 10 мая 2016 года. Наряду с Юри выступали бэк-вокалисты: Каире Вильгатс, Дагмар Оя и Сильвер Лаас.
Певец выступал в первом полуфинале под номером 13, по итогам которого, не прошёл в финал, заняв 18 (последнее) место, набрав 24 балла, что считается самым худшим результатом для Эстонии в истории конкурса.

## Список композиций
| №  | Название | Длительность |
| -- | -------- | ------------ |
| 1. | «Play»   | 2:59         |

## Позиции в чартах

### Недельные чарты
| Chart (2016)          | Peak position |
| --------------------- | ------------- |
| Estonia (Raadio Uuno) | 3             |

## История релиза
| Страна | Дата          | Формат           | Лейбл           |
| ------ | ------------- | ---------------- | --------------- |
| Мир    | 4 января 2016 | Digital download | Universal Music |